# Espace urbain de Bourg-Saint-Maurice
Cet article court présente un sujet plus développé dans : Espace urbain.
L’espace urbain de Bourg-Saint-Maurice est un espace urbain français centré sur la ville de Bourg-Saint-Maurice. C'était, en 1999, le 96e et dernier des espaces urbains français par la population, il comportait alors trois communes.